# Barbara Sydney Parris
Barbara Sydney Parris de Croxall (1945) es una botánica, pteridóloga brito-neocelandesa. Trabaja como investigadora en la "Fern Research Foundation", Kerikeri, Nueva Zelanda.

## Algunas publicaciones
- tom a Ranker, p genie Trapp, alan r Smith, robbin c Moran, barbara sydney Parris. 2005. New Records of Lycophytes and Ferns from Moorea, French Polynesia. Am. Fern J. 95 (3): 126-127
- barbara sydney Parris. 2004. "New combinations in Acrosorus, Lellingeria, Prosaptia, and Themelium (Grammitidaceae: Filicales)". Kew Bulletin 59 (2): 223-225
- tom a Ranker, alan r Smith, barbara sydney Parris, jennifer mo Geiger, christopher h Haufler, shannon ck Straub, harald Schneider. 2004. "Phylogeny and evolution of grammitid ferns (Grammitidaceae): a case of rampant morphological homoplasy". Taxon 53 (2): 415-428
- ----, jennifer mo Geiger, sc Kennedy, alan r Smith, christopher h Haufler, barbara sydney Parris. 2003. "Molecular phylogenetics and evolution of the endemic Hawaiian genus Adenophorus (Grammitidaceae)". Molecular Phylogenetics and Evolution 26 (3): 337-347
- barbara sydney Parris. 2007. "Five new genera and three new species of Grammitidaceae (Filicales) and the re-establishment of Oreogrammitis". Gardens' Bulletin. Singapore 58 (2): 233-274

### Libros
- barbara sydney Parris. 2010. "Flora of Peninsular Malaysia: Ferns and lycophytes. ..." Vol. 48 de Registros Malayan forest. Ed. Forest Res. Inst. Malaysia, 249 pp. ISBN 9675221240, ISBN 9789675221248
- -----------------, reed s Beaman, john h Beaman. 1992. Ferns and fern allies. Ed. Royal Botanic Gardens, Kew. 165 pp. ISBN 0-947643-35-4
- -----------------. 1983. A Taxonomic Revision of the Genus Grammitis Sw. (Grammitidaceae: Filicales) in New Guinea. Ed. Rijksherbarium/Hortus Botanicus, 210 pp.
- -----------------, David r. Given. 1976. A Taxonomic Revision of the Genus Grammitis Sw. (Grammitidaceae: Filicales) in New Zealand. Ed. Department of Scientific and Technical Research, 27 pp.

### Epónimos
- (Dryopteridaceae) Dryopteris parrisiae Fraser-Jenk.[2]
- (Fabaceae) Pultenaea parrisiae J.D.Briggs & Crisp[3]
- (Fabaceae) Pultenaea parrisiae J.D.Briggs & Crisp subsp. elusa J.D.Briggs & Crisp[4]
- (Rhamnaceae) Pomaderris parrisiae N.G.Walsh[5]
- (Rutaceae) Zieria parrisiae J.D.Briggs & J.A.Armstr.[6]